# Zuzenhausen

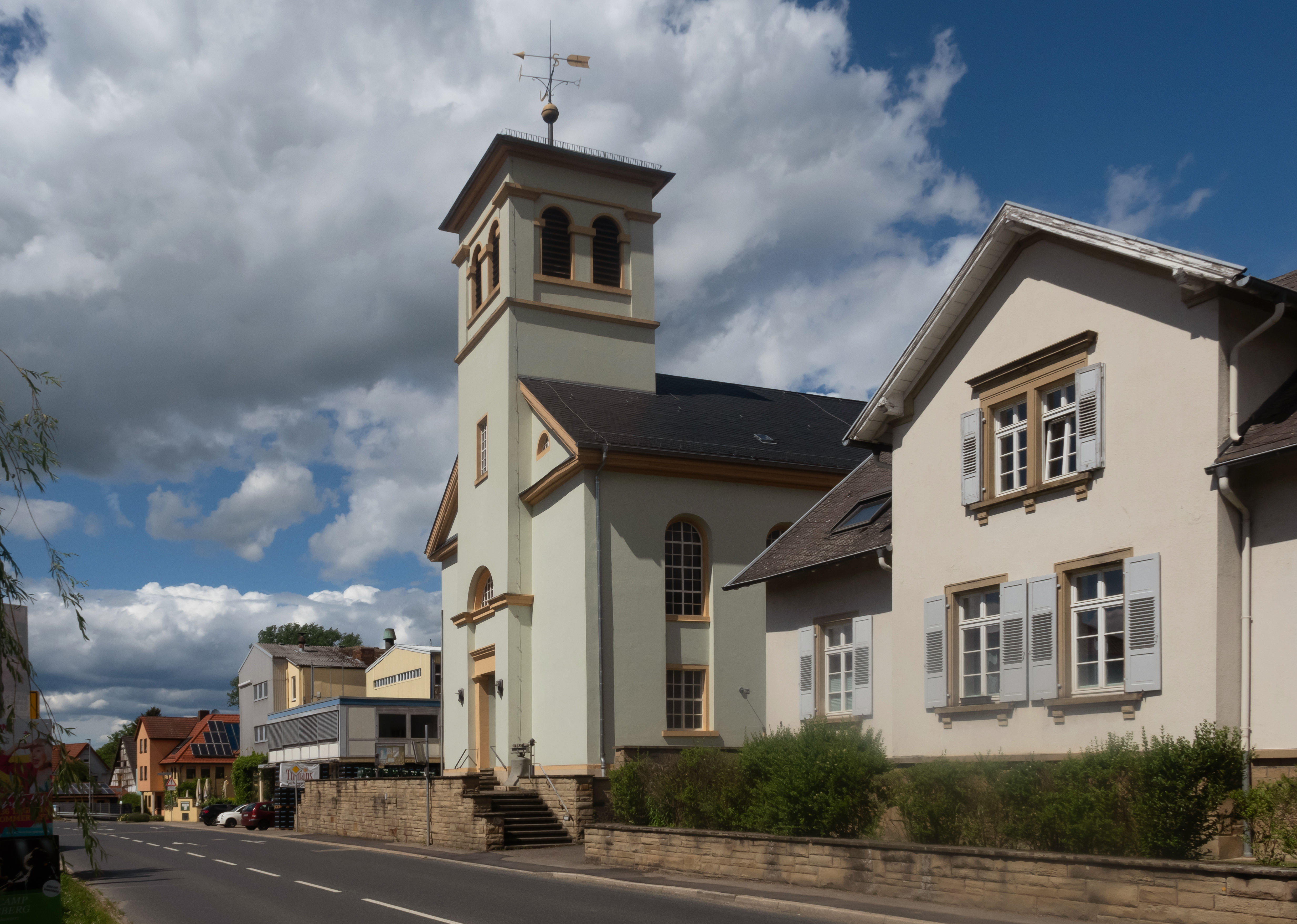
Zuzenhausen, nhà thờ tân giáo

Zuzenhausen là một đô thị ở nằm ở huyện Rhein-Neckar-Kreis, thuộc bang Baden-Württemberg của Đức.